# Післязавтра, опівночі
«Післязавтра, опівночі» (азерб. «Birisigün, Gecəyarısı...») — радянський художній фільм 1981 року, знятий режисером Аріфом Бабаєвим на кіностудії «Азербайджанфільм». Фільм знятий в історико-революційному жанрі.

## Сюжет
Сюжет фільму запозичений з документальної повісті Мамеда Авдієва і Анатолія Донця «Іменем республіки». Дії фільму відбуваються у 1920 році в Баку. Картина оповідає про перших чекістів Азербайджану.

## Нагороди
- Премія КДБ СРСР за найкращий твір про чекістів[1]

## У ролях
- Мелік Дадашев —  Наріман Наріманов
- Гасан Мамедов —  Баба Алієв
- Ернст Романов —  Гарбер
- Геннадій Корольков —  Єршов
- Юозас Будрайтіс —  Пчелинцев
- Земфіра Цахілова —  Ельміра Агабекова
- Гаджимурад Ягізаров —  Мустафа Мамедов
- Альгімантас Масюліс —  полковник Бартл
- Гамлет Ханізаде —  Гаджи Ільяс
- Расим Балаєв —  Ісрафіл-бек
- Хамід Азаев — Насир
- Юрій Сенкевич —  Стівенс
- Тетяна Бондаренко —  Лаура

## Знімальна група
- Режисер — Аріф Бабаєв
- Сценаристи — Раміз Фаталієв, Мамед Авдієв, Анатолій Донець
- Оператор — Тейюб Ахундов
- Композитор — Хайям Мірзазаде
- Художник — Кяміль Наджафзаде